# Syrian News Channel
Syrian News Channel (arabischالإخبارية السورية) auch unter dem Namen Al-Ikhbariyah Syria bekannt, ist ein syrischer Staatssender, welcher am 15. Dezember 2010 auf Sendung ging. Syrian News Channel ist über Satellit in Syrien, Europa, Russland und den arabischen Ländern zu empfangen.